# Tessinois
Le tessinois (autonyme : dialètt ticinés) est un dialecte de la langue lombarde, plus précisément de la branche du lombard occidental. Il est parlé en Suisse italienne, c'est-à-dire au Tessin et dans la partie italophone du canton des Grisons, ainsi que dans quelques zones frontalières en Italie.

## Diffusion
Le tessinois provient du nord du col du Monte Ceneri, soit les vallées alpines du Tessin et les Val Vigezzo et Val d'Ossola en Italie. Le sud du Ceneri (Lugano et Mendrisio) était influencé par le dialecte de Côme.
Par la suite, avec l'unification des régions tessinoises au sein du canton suisse du Tessin, le langage s'est uniformisé.

## Usages
L'usage du dialecte tessinois est courant : il est largement utilisé encore de nos jours par toutes les couches de la population, aussi bien pour un usage privé que dans l'administration, mais aussi dans certains programmes de radio et télévision de la RTSI. En 2022, 58,6 % de la population du Tessin parlait fréquemment le tessinois. 
En 2008 est parue une traduction du roman Le Petit Prince en tessinois, nommée Ul principe pinin.

## Écrivains
Des écrivains ont écrit et composé des poèmes en dialecte tessinois, par exemple :
- Giovanni Bianconi (1891-1981)
- Alina Borioli (1887-1965)
- Giovanni Orelli (1928 - 2016)